# Вильгельм Гессенский
Вильгельм Гессенский и Прирейнский (полное имя — Вильгельм Людвиг Фридрих Георг Эмиль Филипп Густав Фердинанд) (нем. Wilhelm Ludwig Friedrich Georg Emil Philipp Gustav Ferdinand von Hessen und bei Rhein; 16 ноября 1845, Бессунген — 24 мая 1900, Розенхёэ) — принц Гессенский и Прирейнский, прусский генерал от инфантерии.

## Биография
Младший (третий) сын принца Карла Гессенского и Прирейнского (1809—1877) и принцессы Елизаветы Прусской (1815—1885), дочери Вильгельма Прусского и Марии Анны Амалии Гессен-Гомбургской. Его старшими братьями были великий герцог Гессенский Людвиг IV и прусский генерал от кавалерии Генрих, а младшая сестра Анна стала герцогиней Мекленбург-Шверинской.
Будучи членом Гессенского дома, принц Вильгельм с 1872 по 1900 год являлся членом первой палаты ландтага Великого герцогства Гессенского.
Как и его старшие братья, принц Вильгельм после окончания обучения начал военную службу, которую закончил в степени генерала от инфантерии.
Вильгельм интересовался искусством. Он любил музыку и, как великий герцог Эрнст Людвиг (1868—1937), часто посещал Байройт и оперный театр Рихарда Вагнера. Принц также был другом Козимы, супруги Вагнера. Мария Фридерика Прусская, сестра Елизаветы (матери Вильгельма), была матерью короля Баварии Людвига II, с которым принц Вильгельм поддерживал дружеские отношения и вероятно, принадлежал к числу тех немногих людей, в которых Людвиг II не разочаровался.
После морганатического брака принц Вильгельм Гессенский и Прирейнский вынужден был закончить свою военную карьеру в чине генерала от инфантерии. После женитьбы проживал во дворце Розенхёэ. 8 октября 1870 года награждён российским орденом Святого Георгия 4 степени.
54-летний Вильгельм скончался 24 мая 1900 года во дворце Розенхёэ в Дармштадте.

## Семья
24 февраля 1884 года во Франции принц Вильгельм Гессенский женился морганатическим браком на Жозефине Бендер (11 августа 1857 — 24 февраля 1942), получившей титул графини фон Лихтенберг. У них был один сын:
- Готфрид фон Лихтенберг (19 ноября 1877, Дармштадт — 6 сентября 1914, Этерне, Марна), погиб во время Первой мировой войны